# Andryala crithmifolia
Andryala crithmifolia é uma espécie de planta com flor pertencente à família Asteraceae. 
A autoridade científica da espécie é Aiton, tendo sido publicada em Hort. Kew. (W. Aiton) 3: 129. 1789.

## Portugal
Trata-se de uma espécie presente no território português, nomeadamente no Arquipélago da Madeira.
Em termos de naturalidade é endémica da região atrás referida.

## Protecção
Encontra-se protegida por legislação portuguesa ou da Comunidade Europeia, nomeadamente pelo Anexo II e IV da Directiva Habitats e pelo Anexo I da Convenção sobre a Vida Selvagem e os Habitats Naturais na Europa.